# Carraro (cognome)
Carraro è un cognome di lingua italiana.

## Varianti
Caracci, Carra, Carrà, Carracci, Carradori, Carrai, Carranti, Carraretto, Carrari, Carrarini, Carraroli, Carrelli, Carrer, Carrera, Carreri, Carrero, Carrese, Carresi, Carretto, Carrier, Carriera, Carrieri, Carriero, Carrisi, Carruccio.

## Origine e diffusione
Il cognome è tipicamente centro-settentrionale.
Potrebbe derivare dal mestiere di carradore, commerciante di carri, dal latino carrus, "carro". È potenzialmente incrociabile con i cognomi Carrara, Carpentieri e Carpine.
Le varianti Carrer e Carrier sono venete; Carrai è toscano e ligure; Carrieri e Carriero sono campani; Carrese e Carrisi sono pugliesi.

## Persone
- Marco Carraro – calciatore italiano
- Martina Carraro – nuotatrice italiana
- Massimo Carraro – imprenditore e politico italiano